# Konstantin Tielnow
Konstantin Iwanowicz Tielnow, ros. Константин Иванович Тельнов (ur. 4 października?/17 października 1902 w Miedjanikowie, zm. 2 sierpnia 1957 w Krasnodarze) – Rosjanin, generał porucznik lotnictwa Armii Radzieckiej, generał dywizji ludowego Wojska Polskiego.

## Życiorys
Urodził się 17 października 1902 roku w Miedjanikowie, w rejonie woskriesieńskim, obwodu saratowskiego. Na początku służby w Armii Czerwonej był oficerem piechoty. Dowodził plutonem i kompanią oraz był szefem sztabu batalionu. W 1933 roku został słuchaczem Oddziału Lotniczego Akademii Wojskowej im. M. Frunzego. Po ukończeniu uczelni został szefem sztabu eskadry ciężkich bombowców. Szef sztabu 13 Dywizji Lotnictwa Bombowego, 2 Armii Lotniczej (V - VIII 1942 i VIII 1943 - VIII 1944), 17 Armii Lotniczej (X 1942 - II 1943), 6 Armii Lotniczej (IX 1944). 13 kwietnia 1944 roku awansował na generał majora lotnictwa.
W Wojsku Polskim od 1 listopada 1944 roku do 27 grudnia 1945 roku. Był szefem sztabu Dowództwa Lotnictwa Wojska Polskiego. 14 grudnia 1945 roku uchwałą Prezydium Krajowej Rady Narodowej awansowany na generała dywizji. W 1945 roku powrócił do ZSRR. 
22 kwietnia 1946 roku został szefem sztabu 1 Armii Lotnictwa Dalekiego Zasięgu, która powstała z przemianowania dotychczasowej 3 Armii Lotniczej. 5 listopada 1953 roku został zwolniony z zawodowej służby wojskowej i przeniesiony do rezerwy.
Był żonaty z Galiną Syryszewą (ur. 1906). Małżeństwo miało syna i córkę.
Zmarł 2 sierpnia 1957 w Krasnodarze. Pochowany na tamtejszym Wsieswiatskom cmentarzu.

## Ordery i odznaczenia
- Order Lenina (ZSRR, 1945)
- Order Czerwonego Sztandaru (ZSRR, trzykrotnie: 10 listopada 1941, 3 listopada 1944, 1950)
- Order Kutuzowa (ZSRR, 9 sierpnia 1945)
- Order Wojny Ojczyźnianej II klasy (ZSRR, 3 lutego 1943)
- Order Czerwonej Gwiazdy (ZSRR)
- Medal „Za obronę Moskwy” (ZSRR)
- Medal „Za obronę Stalingradu” (ZSRR)
- Medal „Za obronę Kaukazu” (ZSRR)
- Medal „Za zwycięstwo nad Niemcami w Wielkiej Wojnie Ojczyźnianej 1941–1945” (ZSRR)
- Medal „Za wyzwolenie Warszawy” (ZSRR)
- Medal „Za zdobycie Berlina” (ZSRR)
- Krzyż Komandorski Orderu Odrodzenia Polski (1945)
- Order Krzyża Grunwaldu III klasy (11 maja 1945)[5][6]